# Calle de la Marina Española
La calle de la Marina Española fue una vía pública de la ciudad española de Madrid, ya desaparecida.

## Descripción
La vía, ya desaparecida y que honraba con el título a la Marina española, discurría a finales del siglo XIX desde la calle del Pacífico hasta la de Granada. Aparece descrita en Las calles de Madrid (1889) de Hilario Peñasco de la Puente y Carlos Cambronero con las siguientes palabras:

Marina Española. Desde la calle del Pacífico á la de Granada. Es de apertura moderna. El nombre fué dado en memoria de los grandes hechos de nuestra Marina.
(Peñasco de la Puente y Cambronero, 1889, p. 316)